# Mutwille

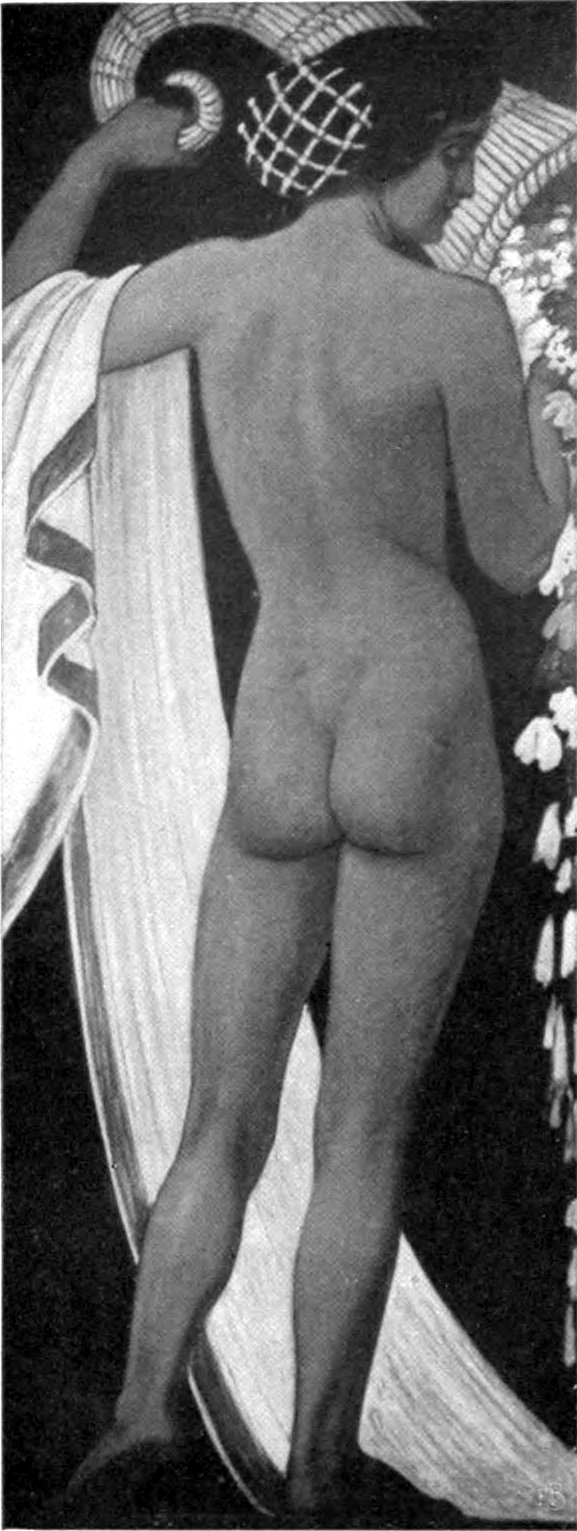
Hans Deiters: Mutwille (der sein Füllhorn ausgießt), Residenztheater Wiesbaden

Der Mutwille ist im heutigen Verständnis eine „absichtliche, bewusste, vorsätzliche Boshaftigkeit oder Leichtfertigkeit“ (Online-Duden). Im Deutschen Wörterbuch von Jacob Grimm und Wilhelm Grimm wird Mutwille auf den „treibenden oder bewegenden Willen“ zurückgeführt, wobei mehrere Bedeutungen historisch nachweisbar sind. Johann Christoph Adelung spricht von „einer Art der Freywilligkeit in bösen Dingen“.

„Mutwille ist eigentlich Wille des Mutes, d. i. der Gesinnung, Stimmung; mutwillig ist also einer, der sich nach keinem anderen Willen richtet, als nach dem seiner eigenen Stimmung.  Der Mutwillige beschränkt also sein inneres Kraftgefühl in keiner Weise, sondern läßt ihm völlig die Zügel schießen. In dieser ursprünglichen Bedeutung ist das Wort gleichviel mit Übermut, übermütig. Man sagt z. B.: das Füllen springt mutwillig umher, junge mutwillige Mädchen usw. Die Steigerung des Mutwillens sei der Frevel.“

Im heutigen Sprachgebrauch ist überwiegend nur noch das Adjektiv mutwillig (als Gegensatz zu fahrlässig) in Verwendung, etwa in der Bezeichnung einer Tat als mutwilliger Zerstörung.

## Wortbedeutung
Das Wort „Mut“ findet sich im Althochdeutschen und im Mittelhochdeutschen als „muot“ im Sinne von: „Kraft des Denkens, Gemütszustand, Gesinnung“.
Wille bedeutet im Mittelhochdeutschen: „wille“, althochdeutsch „willo“, germanisch „*weljōn“ im Sinne von „gerichtete Handlung, bestimmendes Streben“. Das Wort ist seit dem 8. Jahrhundert belegt.
Die weite Bedeutung des Wortes Mutwille auch in heutiger Zeit zeigt sich unter anderem in den dafür verwendbaren Synonymen wie z. B.: Ausgelassenheit, Absichtlichkeit, Ausschweifung, ausgelassene Fröhlichkeit, Frechheit, Gedankenlosigkeit, Humor, Intentionalität, Leichtsinn, Sorglosigkeit, Tollheit, Trotz, Unachtsamkeit, Unbedachtsamkeit, Unbekümmertheit, Unbesonnenheit, Überhebung, Übermut, Überschwänglichkeit, Zügellosigkeit, zügellose Laune, zügellose Lebensweise etc.
Die Mutwillensstrafe ist die Strafe für mutwilliges Handeln oder Verhalten.

## Mutwille im Recht
Das Deutsche Rechtswörterbuch (DRW) kennt mehrere Bedeutungen des Wortes Mutwillen bzw. Mutwilligkeit etc., wobei ab der Zeit um etwa 1400 vor allem das Verständnis im heutigen Sinne vorzuherrschen beginnt, während zuvor die Bedeutung negativer (im Sinne von Frevel, Rechtsbruch, Boshaftigkeit etc.) aber auch positiver (Mut) oder abgeschwächt (z. B. im Sinne von Streich) besetzt war. Im Sachsenspiegel (1220/1230) wird bereits Mutwillen als ein Gegensatz zu Recht und Gesetz gesehen. Sowohl das DRW als auch das Deutsche Wörterbuch von Jacob Grimm und Wilhelm Grimm kennen den Begriff „in Mutwillen treiben“ auch im Sinne und als Umschreibung von „Unzucht treiben“, Notzucht treiben bzw. „in Wollust leben“ (siehe auch in der Bibel, Genesis, 39,17: „Der hebräische Sklave, den du uns gebracht hast, ist zu mir gekommen, um mit mir seinen Mutwillen zu treiben“ und Buch der Richter, 19.25: „Sie missbrauchten sie und trieben die ganze Nacht hindurch bis zum Morgen ihren Mutwillen mit ihr“).
In Varianten des Vorsatzbegriffes (Absicht, Wissentlichkeit, Ueberlegung, Böswilligkeit, Bosheit, Mutwille, Freventlichkeit und Arglist) von Hans-Heinrich Borchard wird der Mutwillen in einem engen Verständnis verwendet.

## Biologie
Der Name der Pflanze Raue Nelke (Dianthus armeria) soll nach Philipp Andreas Nemnich (1764–1822) und Hieronymus Bock (1498–1554) „an etlichen orten Mutwillen und Hochmut“ genannt worden sein.